# Strigel-Museum

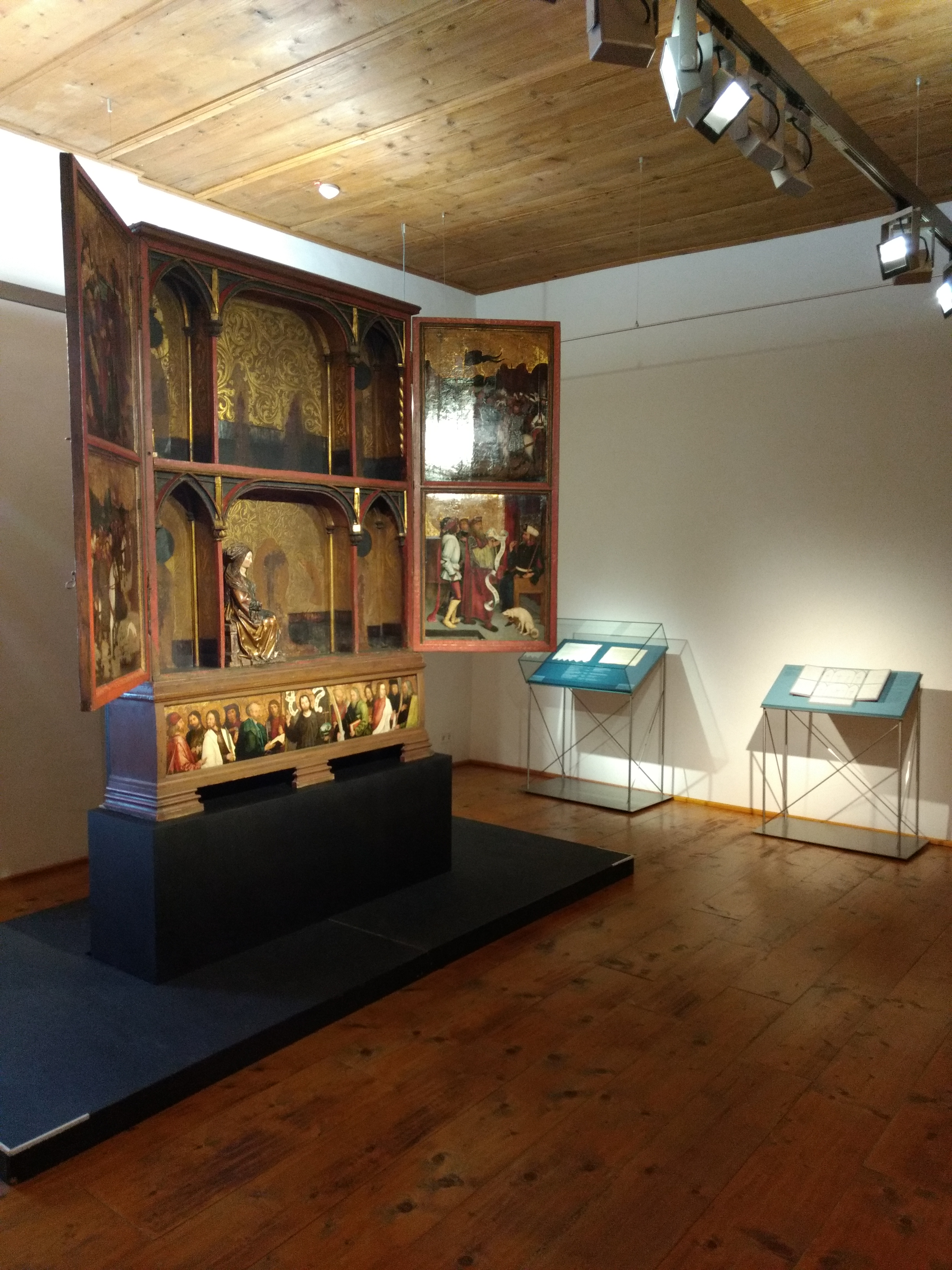
Altar im Strigel-Museum

Das Strigel-Museum ist ein Museum für Kunst, Kultur und Geschichte im Antonierhaus im oberschwäbischen Memmingen in Bayern. Es widmet sich der Mal- und Bildhauerkunst der Memminger Künstlerfamilie Strigel.

## Geschichte und Sammlung
Das Museum wurde 1996 gegründet. Zuvor war die Sammlung Teil des Stadtmuseums im Hermansbau. Das Museum beleuchtet das Werk der spätmittelalterlichen Künstlerfamilie Strigel und ihres Umkreises. Das Zentrum der Ausstellung bilden Werke von Bernhard Strigel (um 1460–1528), dem Hofmaler des Kaisers Maximilian I. Neben einer Einführung zur politischen und künstlerischen Bedeutung des Malers wird Bernhard Strigel als Porträt- und Altarmaler gewürdigt. Höhepunkte des Museums sind der Dreikönigsaltar und mehrere qualitätvolle Leihgaben der Sparkassenstiftung Memmingen-Mindelheim. Bis 2011 leitete Joseph Kiermeier-Debre das Strigel-Museum, der im November 2012 von Axel Lapp abgelöst wurde.